# Lucyna Mirosława Falkowska
Lucyna Miroslaw Falkowska (Polonia, 1951-7 de abril de 2021) fue una científica polaca, profesora de oceanografía, con un doctorado especializada en química atmosférica, oceanografía y la protección química del medio marino, asociada a la Universidad de Gdansk.

## Biografía
El 29 de septiembre de 1997 recibió un doctorado en el campo de la oceanografía, por el Departamento de Biología, Geografía y Oceanografía de la Universidad de Gdansk, en la microcapa superficie de trabajo del mar: propiedades y procesos, comenzando el proceso de habilitación el 1 de enero de 1996.
En 2001, dirigió los proyectos de investigación: Sustitución de vapor de mercurio entre el agua y la atmósfera en el Golfo de Gdansk y el sur del Báltico, ciclo de doce horas de la transformación de la materia en microcapa superficial del mar en la cuenca Gdansk y los iones seleccionados de los aerosoles marinos de la bahía de Gdansk.
El 8 de junio de 2006 recibió a manos del título de presidente polaco, Lech Kaczynski, del profesor de ciencias de la tierra.
Fue profesora y jefe del Laboratorio de Química y el Instituto del Mar atmosférica del Departamento de Oceanografía y Geografía de la Universidad de Gdansk. Fue miembro del comité de expertos de Exploración del Mar, el Departamento III de Ciencias y Ciencias de la Tierra de la Academia de Ciencias de Polonia.
En los años 1999-2011 fue promotora de once tesis de doctorado, revisora de dos tesis de habilitación y tres tesis doctorales.

## Algunas publicaciones
Ha escrito una serie de artículos en polaco e inglés, como autora o coautora.
- 2010. Rtęć w środowisku. Identyfikacja zagrożeń dla zdrowia człowieka, autorka części: Stężenie rtęci w wybranych elementach ekosystemu strefy brzegowej południowego Bałtyku (El mercurio en el ambiente. Identificación de los peligros para la salud humana: la concentración de mercurio en los elementos seleccionados del ecosistema de la zona costera del sur del mar Báltico), otros autores: Dominic Saniewska, Magdalena Bełdowska Jacek Bełdowski, Michael Saniewski, Marta Szubska, Andrzej Romanowski, Justin Kwaśniak.

- 2003. Rtęć w powietrzu, w wodzie i w aerozolach, Problemy analityczne oznaczania rtęci i jej form specjacyjnych w próbkach środowiskowych (El mercurio en el aire, el agua y en los aerosoles. Problemas de la determinación analítica del mercurio y sus formas de especiación en muestras ambientales), coautoría con Magdalena Bełdowską.

- 1995. Chemia atmosfery (Química atmosférica), coautora con Krzysztof Korzeniowski, Gdansk University Press.